# Università del Michigan
L'Università del Michigan (in inglese: University of Michigan, anche U of M, U-M, abbreviato in UM) è un'università statunitense situata ad Ann Arbor, nel Michigan. È composta da 3 campi regionali, situati a Ann Arbor, Dearborn e Flint. Il nome di tutte le 24 squadre sportive universitarie è Wolverines.

## Storia
È stata fondata nel 1817 a Detroit e dal 1837 ha sede ad Ann Arbor. È considerata una delle migliori università negli Stati Uniti, attiva in molte aree di ricerca nelle discipline umanistiche, scientifiche, e scienze sociali. È uno dei membri fondatori dell'Association of American Universities.